# Venture capital w Polsce

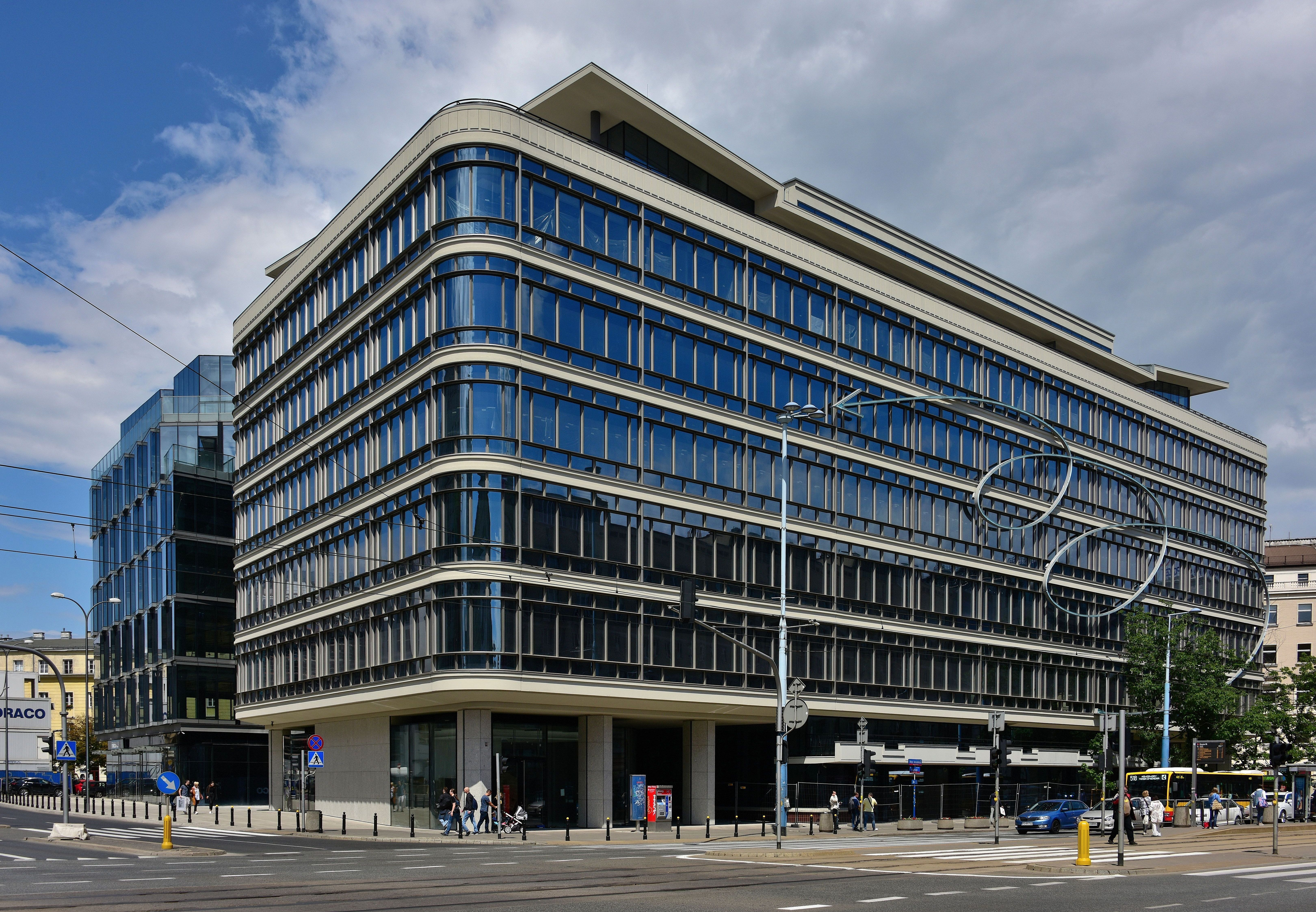
Siedziba PFR Ventures, spółki wspierającej inwestycje venture capital, która działa w formule tzw. funduszu funduszy.

Rynek venture capital w Polsce to segment private equity, który finansuje spółki wysokiego ryzyka na wczesnym etapie rozwoju, z potencjałem szybkiego wzrostu. Według stanu na marzec 2019, w Polsce działa łącznie 130 aktywnych firm VC, w tym lokalnych biur międzynarodowych firm VC oraz firmy VC z przeważającym polskim zarządem . W latach 2009–2019 podmioty te zainwestowały w 750 spółek, co daje średnio około 9 przedsiębiorstw na portfel. Polski rynek venture stanowi 3% całego europejskiego ekosystemu inwestycji VC, głównie w przestrzeni cyfrowej.
Od 2016 roku, z myślą o podmiotach realizujących inwestycje w przedsiębiorstwa w fazie seed lub startup funkcjonują instytucje alternatywnej spółki inwestycyjnej oraz funduszu inwestycyjnego zamkniętego. W 2018 roku fundusze venture capital zainwestowały w polskie startupy 178 mln euro (0,033 proc. PKB). Według stanu na marzec 2019, Startup Poland szacuje łączne aktywa zarządzane przez firmy VC działające w Polsce na 2,6 miliarda euro. Łączna wartość inwestycji polskiego rynku VC jest warta 209,2 mln euro. Wartość inwestycji VC w 2024 roku były na poziomie 2,1 mld zł.

## Historia funduszy VC w Polsce

### Początek lat 90.
Pierwsze fundusze venture capital jako forma finansowania przedsiębiorstw pojawiły się w Polsce na początku lat 90. W polskiej terminologii brakuje stosownego odpowiednika dla pojęcia venture capital, dlatego powszechnie używa się go w wersji angielskiej. Często jednak dla określenia tej formy finansowania używa się również określenia “kapitał spekulacyjny”, “kapitał wysokiego ryzyka”, “fundusze podwyższonego ryzyka”, “kapitał angażowany w ryzykowne transakcje”.
Pierwsi inwestorzy kapitałowi pojawili się na polskim rynku jako fundusze finansowane z pomocowych środków publicznych, z misją rozwijania sektora prywatnego (np. Polsko-Amerykański Fundusz Przedsiębiorczości, z kapitałem $240M) lub fundusze prywatne (np. Invesco). W 1990 roku działalność inwestycyjną podjął także Duński Fundusz dla Europy Centralnej i Wschodniej, mający za pomocą kapitałów rządowych wspierać inwestycje w Polsce. W 1991 roku działalność rozpoczęło Towarzystwo Inicjatyw Społeczno-Ekonomicznych, a w 1992 kolejne kluczowe instytucje: Care Small Business Assistance Corporation, Fundusz Współpracy, Fundacja na Rzecz Rozwoju Polskiego Rolnictwa oraz Europejski Bank Odbudowy i Rozwoju.
W drugiej połowie lat 90. nastąpił wzrost zainteresowania ze strony inwestorów. W 1992 roku działalność rozpoczął Polski Prywatny Fundusz Kapitałowy I i II ($151M), a w 1994 fundusz Poland Partners ($65M). Na rynku pojawiły się także: Poland Investment Fund (z udziałem EBOR oraz IFC), Renaissance Capital, White Eagle Industries, Poland Growth Fund oraz Narodowe Fundusze Inwestycyjne, powstałe z programu powszechnej prywatyzacji.
Pierwsze próby podmiotów prywatnych z kapitałem wysokiego ryzyka na polskim rynku realizował Roman Kluska, twórca spółki Optimus, której akcje sprzedał Zbigniewowi Jakubasowi i BRE Bankowi w kwietniu 2000 za 261 mln złotych. Pozyskane pieniądze z giełdy Kluska inwestował w obiecujące projekty technologiczne, ponosząc duże ryzyko inwestycyjne. Obok produkcji komputerów, kas fiskalnych i systemów integracyjnych powstała spółka Optimus Pascal, założyciel portalu Onet. W tym samym czasie, w listopadzie 2000 na warszawskiej giełdzie weszły do obrotu akcje pierwszego polskiego funduszu venture capital MCI Management, utworzonego przez Tomasza Czechowicza, założyciela produkującej komputery spółki JTT Computer.
W 2000 roku zrealizowano około 102 inwestycje o wartości ponad 800 mln zł (zasilając 92 spółki). Największym zainteresowaniem cieszyła się branża telekomunikacji i mediów (46% i). W 2002 roku fundusze VC zainwestowały w Polsce 529 mln zł, o 37% więcej niż w roku 2001 i były to zarówno fundusze z siedzibą w Polsce (422 mln zł), jak i zagraniczne firmy zarządzające funduszami (107 mln zł). W 2002 roku inwestycje funduszy VC koncentrowały się głównie na spółkach z branży dóbr konsumpcyjnych (35% inwestycji). W 2003 roku zmniejszyła się liczba spółek objętych inwestycjami do 48, natomiast inwestycje VC znacznie wzrosły i wyniosły 779 mln zł. W 2003 roku widoczne było znaczne zainteresowanie sektorem telekomunikacji i mediów oraz w sektor usług finansowych  .

### Obecnie
Od 2014 roku Narodowe Centrum Badań i Rozwoju realizuje instrument dotacyjno-inwestycyjny BRIdge Alfa, finansowany ze środków pochodzących z Europejskiego Funduszu Rozwoju Regionalnego w ramach Programu Operacyjnego Inteligentny Rozwój 2014–2020. Celem programu BRIdge Alfa jest zwiększanie innowacyjności polskiej gospodarki poprzez wzmocnienie synergii pomiędzy przedsiębiorcami a światem nauki . Od 2017 roku umowy w ramach programu podpisały 33 firmy prowadzące transakcje typu venture. W 2018 roku kolejna agencja państwowa, Polski Fundusz Rozwoju, podpisała dodatkowe 26 umów.
Według raportu fundacji Startup Poland przeprowadzonego w marcu 2019, łączne aktywa zarządzane przez firmy VC działające w Polsce szacują się na 2,6 miliarda euro, przy średnim majątku zarządzanym na poziomie 19,6 mln euro. Ponad połowa firm zadeklarowała, że ich pozyskiwanie środków trwa. Badanie oparte zostało na raportach deklaratywnych 70 firm VC oraz danych ekstrapolowanych oraz publicznie dostępnych. Wartość inwestycji VC w 2024 roku były na poziomie 2,1 mld zł.

## Podstawy prawne
Do 2016 roku prowadzenie działalności w Polsce jako fundusz typu private equity i venture capital, realizujący projekty inwestycyjne wśród przedsiębiorstw w fazie seed lub startup, było związane z niewielkimi wymogami formalno-prawnymi czy kapitałowymi. Najczęściej funduszami PE/VC były niewielkie, proste spółki z ograniczoną odpowiedzialnością lub spółki osobowe, w których wspólnikami zostawały osoby z kapitałem, chcące dofinansować i następnie zyskać na perspektywicznych projektach młodych przedsiębiorców. Polskie prawo nie przewidywało dodatkowych wymogów dla takich podmiotów ponad te wynikające z przepisów prawa handlowego.
Stan ten zmienił się 4 czerwca 2016, kiedy wskutek implementacji do polskiego prawa dyrektywy UE w sprawie zarządzających alternatywnymi funduszami inwestycyjnymi (Alternative Investment Fund Managers Directive) wprowadzono większe obwarowania powołując dwie nowe instytucje finansowe, objęte nadzorem przez Komisję Nadzoru Finansowego (KNF).

### Alternatywna spółka inwestycyjna
Instytucja wspólnego inwestowania, którą można w Polsce tworzyć od 2016 roku, inna niż specjalistyczne fundusze inwestycyjne otwarte i fundusze inwestycyjne zamknięte. ASI mogą być prowadzone w formie spółki kapitałowej (akcyjnej lub z ograniczoną odpowiedzialnością) oraz spółki komandytowej lub komandytowo-akcyjnej. Działalność ASI wymaga zezwolenia lub wpisu do rejestru prowadzonego przez KNF, co pociąga za sobą wymagania kapitałowe, infrastrukturalne i osobowe. Dlatego forma ASI jest przeznaczona dla dużych podmiotów zarządzających aktywami powyżej 100 mln euro.
W styczniu 2019 roku, z uwagi na wysokie koszty prowadzenia funduszu inwestycyjnego zamkniętego oraz liczne regulacje ustawowe, które ograniczały inwestorów VC, ASI zostały zwolnione z podwójnego opodatkowania. Przychody uzyskane ze sprzedaży udziałów zwolniono z podatku dochodowego od osób prawnych, przy warunku posiadania przez dwa lata 10 procent udziałów w spółce.

### Fundusz inwestycyjny zamknięty
Rejestrowanie ASI wiąże się z niższymi kosztami prowadzenia działalności. Natomiast alternatywą dla większych podmiotów jest założenie własnego funduszu inwestycyjnego zamkniętego (FIZ), który może zostać utworzony wyłącznie przez wybrane licencjonowane towarzystwo funduszy inwestycyjnych, odpowiadające za jakość zarządzania aktywami oraz współpracę z podmiotami trzecimi.
FIZ mają szeroki zakres możliwości inwestycyjnych (w tym lokowanie aktywów w udziały spółek niepublicznych), co wiąże się z większym ograniczeniem uczestnictwa w funduszu. Ze względu na wysokie ryzyko inwestycji oferta FIZ kierowana jest głównie do inwestorów doświadczonych – instytucji finansowych i przedsiębiorców świadomych celów inwestycyjnych i ryzyka. Kwotę wejścia dla osób fizycznych uregulowano w ustawie na poziomie 40 tysięcy euro.

## Charakterystyka rynku
W Polsce funkcjonują trzy kategorie spółek venture capital. Obok standardowych, powszechnie definiowanymi firmami VC są to partnerstwa publiczno-prywatne, w tym firmy utworzone dzięki dotacjom lub innym instrumentom kapitałowym pochodzącym od agencji państwowych, oraz firmy utworzone z tymi agencjami jako udziałowiec większościowy. Trzecia grupa to firmy prowadzone przez biuro rodzinne, z polskimi osobami prywatnymi jako udziałowiec większościowy.

### Zasięg polskiego VC
W Polsce działa obecnie 130 funduszy venture capital, o 40 procent więcej niż w roku 2017, a ich liczba wciąż rośnie. Szacunkowa łączna wielkość wszystkich inwestycji venture capital w Polsce w 2016 roku wynosiła 160,5 mln euro. W 2017 roku spadła do 106 mln euro, a w 2018 roku fundusze venture capital zainwestowały w polskie startupy 178 mln euro (0,033 proc. PKB), co jest równe 0,847% wartości rynku VC w całej Europie w 2018 roku, sięgającego 21 mld euro.
Na stan z marca 2019 łączna wartość inwestycji polskiego rynku VC jest warta już 209,2 mln euro. W pierwszym kwartale 2019 polskie startupy przeprowadziły 21 transakcji na łączną kwotę 103,3 mln złotych (24.3 mln euro).
Fundusze VC w Polsce zarządzają aktywami rzędu 2,6 mld euro, co daje średnią 19,6 mln euro na fundusz. Środkami powyżej tej kwoty dysponuje jednak tylko 23 proc. funduszy. Przy czym na przestrzeni ostatnich lat polska branża skupiała się najbardziej na pozyskiwaniu środków państwowych przeznaczanych na innowacje. Od 2017 roku, w ramach programu Bridge Alfa Narodowego Centrum Badań i Rozwoju oraz z Polskim Funduszem Rozwoju podpisano 59 kontraktów zawartych z funduszami.
Jednak polska branża VC powoli uniezależnia się od państwowych i unijnych środków. Po raz pierwszy znalazły się fundusze przeprowadzające już drugą lub trzecią rundę finansowania, ale bez udziału państwowych pieniędzy. Nadal jednak 52 proc. środków dostępnych na rynku pochodzi od państwa. Dodatkowo 56 proc. polskich VC to debiutanci w branży, w większości korzystający z rządowego wsparcia.

### Współpraca polskich startupów z inwestorami
Venture capital to przykład tzw. “smart money”, czyli formy inwestycji, która poza kapitałem obejmuje także mentoring i doradztwo. Inwestor, który płacąc określoną kwotę staje się udziałowcem przedsiębiorstwa, wspiera je swoją wiedzą i doświadczeniem i pomaga mu w rozwoju, co niekiedy jest dużo bardziej pożądane niż samo finansowanie.
Według badania Startup Poland, poza pomocą w przygotowaniu kolejnych rund finansowania startupy najbardziej potrzebują od inwestorów wprowadzenia do kontaktów w branży i mentoringu biznesowego. Jednak przez brak doświadczenia osób zarządzających funduszami w tych najważniejszych dla startupów obszarach oferta polskich inwestorów odbiega od oczekiwań. Kompetencje zarówno w zakresie pomocy w pozyskaniu kolejnych inwestorów, jak i otwarcia kontaktów w branży to pochodne gęstej sieci kontaktów i solidnej reputacji.
Opłacalną strategią budowania przez fundusz kapitału smart money może być specjalizacja w konkretnych sektorach. Im więcej spółek z danej branży przejdzie przez portfel funduszu, tym większego doświadczenia i branżowych relacji będą w stanie nabyć zarządzający. Inwestorzy w Polsce umożliwiają startupom networking z innymi spółkami w swoich portfelach. Przeciętny portfel polskiego inwestora venture to jedynie 9 spółek, nie jest to więc wartość dodana wielkiej skali, jednak bardzo doceniana przez startupy.

### Nowe fundusze
W 2018 roku utworzono m.in. fundusz TDJ Pitango Ventures – wspólną inicjatywę polskiego przedsiębiorstwa rodzinnego TDJ oraz izraelskiego funduszu Pitango, fundusz Manta Ray VC utworzony przez Sebastiana Kulczyka, oraz Fidiasz prowadzony przez Krzysztofa Domareckiego. Powstały także fundusze dokapitalizowane przez European Investment Fund: Inovo Venture Partners, Market One Capital oraz Innovation Nest. Natomiast trzecią grupą są międzynarodowe fundusze, które do tej pory nie inwestowały na wczesnych etapach: wspierany przez PFR niderlandzki fundusz Finch Capital inwestujący w całej Europie, oraz austriacki fundusz Speedinvest. Powstały także fundusze gotowe wspierać spółki na późniejszych etapach, m.in. Cogito Capital, a także wiele mniejszych funduszy utworzonych przy pomocy PFR.
Kolejne tego typu fundusze właśnie powstają. Jednym z przykładów jest uruchomiony w maju 2019 fundusz SMOK Ventures, stworzony przez twórców programu preakceleracyjnego ReaktorX, przy wsparciu PFR Ventures (80 procent kapitału). Fundusz na inwestycje w rundy zalążkowe ma przeznaczyć 46 mln zł.

## Fundusze państwowe

### Pochodzenie kapitału
Przed 2018 rokiem w aż 81% transakcjach inwestycyjnych w Polsce w ciągu ostatniej dekady miał udział kapitał publiczny, w tym pochodzący z Krajowego Funduszu Kapitałowego, Polskiej Agencji Rozwoju Przedsiębiorczości, Narodowego Centrum Badań i Rozwoju oraz funduszy Unii Europejskiej. Mniej niż jedna piąta inwestycji finansujących polskie startupy odbyła się bez żadnego wsparcia publicznego. Finansowanie w tych przypadkach wynosiło zazwyczaj 0,5–1 mln PLN.
Według raportu Startup Poland z 2019 roku kapitał pozyskany ze źródeł publicznych, polskich agencji państwowych lub Europejskiego Funduszu Inwestycyjnego to 52% całego kapitału wysokiego ryzyka dostępnego obecnie na polskim rynku. Łącznie jest to około 1,35 mld euro. Prywatni polscy udziałowcy zainwestowali w funduszach VC w Polsce około 1,04 mld euro. Zagraniczni udziałowcy zainwestowali jedynie około 130 mln euro, podczas gdy zarządzający funduszami zazwyczaj przekazują 4% wielkości funduszu.

### Krajowy Fundusz Kapitałowy
Krajowy Fundusz Kapitałowy został utworzony przez polski rząd w 2005 roku. Do stycznia 2017 zarządzał 110 milionami euro pochodzącymi z dotacji celowej byłego Ministerstwa Gospodarki, funduszy strukturalnych UE (Program Operacyjny Innowacyjna Gospodarka 2007–2013), a do grudnia 2017 ze środków Szwajcarsko-Polskiego Programu Współpracy.
Jako „fundusz funduszy”, KFK inwestował w fundusze VC, które finansowały rozwój spółek poszukujących kapitału dla swoich innowacyjnych projektów. W otwartym konkursie ofert wybierał mikro-, małe i średnie przedsiębiorstwa z siedzibą w Polsce, ze szczególnym uwzględnieniem przedsiębiorców, prowadzących działalność badawczo-rozwojową. W 2017 roku środki z Krajowego Funduszu Kapitałowego znalazły się w 37% rund transakcji zbadanych przez Startup Poland. Wynik wsparcia KFK to aż połowa dotychczasowych rund powyżej 1 miliona złotych.

### Polska Agencja Rozwoju Przedsiębiorczości
Agencja jest zaangażowana w realizację krajowych i międzynarodowych przedsięwzięć, finansowanych ze środków funduszy strukturalnych, budżetu państwa oraz programów wieloletnich Komisji Europejskiej. Bierze udział w tworzeniu i efektywnym wdrażaniu polityki państwa w zakresie przedsiębiorczości, innowacyjności i adaptacyjności kadr, dążąc do przekształcenia w kluczową instytucję odpowiedzialną za tworzenie otoczenia wspierającego przedsiębiorców.
Kapitał Agencji brał udział w blisko jednej czwartej transakcji dotyczących polskich startupów. Od 2007 roku Agencja zainwestowała w polskie startupy łącznie 890 mln zł. Pierwszym publicznym programem wsparcia VC uruchomionym przez PARP była perspektywa finansowa funduszy unijnych, w którym 6 funduszy VC early stage otrzymało w latach 2007–2008 łącznie 56,5 miliona zł wsparcia. Natomiast w latach 2008–2015, w ramach Programu Operacyjnego Innowacyjna Gospodarka, na preinkubację i dokapitalizowanie ponad 1200 startupów na najwcześniejszych etapach rozwoju przeznaczono łącznie ponad 830 mln zł dofinansowania. PARP specjalizuje się w rundach do 1 miliona złotych.

### Narodowe Centrum Badań i Rozwoju
Powołane w 2007 roku jako agencja wykonawcza Ministerstwa Nauki i Szkolnictwa Wyższego instytucja wspiera ryzykowne inwestycje poprzez programy Bridge Alfa oraz Bridge VC tworząc ekosystem rozwijania perspektywicznych wysokotechnologicznych pomysłów. Ubezpiecza odważne decyzje inwestorów, w programie BRIdge Alfa na poziomie 80% inwestycji, a dzięki wymianie doświadczeń kształci profesjonalne zespoły zarządzające .
NCBR powołał również własny fundusz koinwestycyjny NCBR Investment Fund ASI S.A. (NIF) o budżecie 700 mln złotych na lata 2020-2026. NIF jest funduszem pasywnym podwajającym inwestycje prywatne zweryfikowanych fundusze inwestycyjne, które podpisały z nim ramową umowę współpracy w modelu deal-by-deal.
Od rozpoczęcia działalności NCBR przeznaczyło na rozwój inwestycji venture ponad 3 miliardy zł, i planuje przeznaczyć kolejne środki na pobudzanie rozwoju rynku VC. Co dziesiąta zbadana w raporcie Startup Poland inwestycja była lewarowana środkami pochodzącymi od NCBR.

### Polski Fundusz Rozwoju
Działająca od 2016 roku państwowa instytucja zajmująca się dotowaniem innowacji i pobudzaniem inwestycji typu venture. Poprzez spółkę PFR Ventures działa w formule funduszu funduszy, oferując finansowanie zwrotne innowacyjnym spółkom z sektora MŚP poprzez pośredników finansowych: fundusze venture capital lub aniołowie biznesu.
PFR Ventures zarządza pięcioma funduszami: PFR Starter, PFR Biznest, PFR Otwarte Innowacje (OI), PFR KOFFI oraz PFR NCBR CVC. Oferta każdego z nich dedykowana jest dla spółek na różnym etapie rozwoju: od fazy pre-seed, aż do fazy wzrostu i ekspansji, oraz przewiduje różną wysokość finansowania. Środki przeznaczone na innowacyjne przedsięwzięcia pochodzą z funduszy europejskich: Programu Operacyjnego Inteligentny Rozwój 2014-2020 oraz środków prywatnych.

## Wybrane fundusze
Przykłady funduszy venture capital na polskim rynku, z których każdy cechuje zróżnicowane źródła kapitału.
AIP Seed
Założony w 2008 roku, przez Dariusza Żuka fundusz Venture Capital, wywodzący się z Akademickich Inkubatorów Przedsiębiorczości jako pierwszy w Polsce fundusz typu zalązkowego, początkowo w formie AIP Seed Capital następnie w roku 2021 przekształcony w AIP Seed o kapitalizacji około 25 milonów USD. Jest funduszem evergreen (bez daty końcowej) i w pełni prywatnym bez żadnych środków publiczynych czy europejskich. Inwestuje na wczesnym etapie (pre-seed i seed) w najlepszych founderów budujacych globalne projekty związane z AI z Polski i polskiej diaspory. Typowa wielkość pierwszej inwestycji to około 250 tysięcy USD, fundusz też wspiera swoich founderów w kolejnych rundach. Fundusz aktywnie wspiera swoje spółki portfelowe poprzez swoje Competence Hubs

### bValue
Założony w 2016 roku fundusz wczesnego etapu z 20 milionów euro dostępnymi na inwestycje. Wspiera przedsiębiorców w dystrybucji, walidacji produktów, rekrutacji i kapitale, głównie z regionu Europy Środkowo-Wschodniej, z inwestycjami w przedziale 250 tysięcy–1 milion euro oraz poniżej 250 tysięcy euro w fazie seed. Fundusz zapewnia także doradztwo strategiczne i konsultacje w zakresie skalowania, rozwoju produktu, budowania zespołu oraz fuzji i przejęć.

### Czysta3.VC
Fundusz o kapitalizacji 50 mln złotych, koncentrujący działalność inwestycyjną głównie na branżach software house i martech. Dzięki znajomości sektora i doświadczeniu, fundusz skutecznie wspiera spółki w skalowaniu biznesu, pomagając m.in. w ekspansji zagranicznej i usprawnieniu procesu sprzedaży. Strategia biznesowa Czysta3 zakłada rozwój portfela o spółki posiadające unikalną wartość, a jednocześnie komplementarne w stosunku do pozostałych, preferując podmioty o sprawdzonym modelu biznesowym. W pierwszej rundzie fundusz inwestuje 1 mln złotych.

### EIT InnoEnergy
Fundusz innowacji dla zrównoważonej energii w całej Europie, wspierany przez Europejski Instytut Innowacji i Technologii, wspiera międzynarodową komercjalizację rozwiązań energetycznych, czystych technologii i mobilności. Współpracuje z ponad 400 firmami przemysłowymi, ośrodkami badawczymi i akademickimi w 40 krajach, inwestując 100 milionów euro rocznie. Dotychczas zainwestował 1,7 miliarda euro w innowacyjne projekty.

### Experior Venture Fund
Fundusz założony przy udziale Krajowego Funduszu Kapitałowego, posiadający aktywa ze Szwajcarsko-Polskiego Programu Współpracy. Fundusz inwestuje w projekty software i firmy technologiczne na etapach pre-seed i seed, a także współinwestuje i współpracuje z funduszami globalnymi. Skapitalizowany na 80 milionów złotych zapewnia wsparcie i strategiczne wytyczne dotyczące technologii i produktów, dysponując rozległą siecią aniołów biznesu z Europy Środkowo-Wschodniej i USA.

### Fidiasz EVC
Utworzony w 2017 roku przez Krzysztofa Domareckiego, założyciela producenta chemii budowlanej Selena Group, fundusz pozyskał dotychczas 50 mln euro. Typowe rundy wahają się od 500 tysięcy do 5 milionów euro. Fundusz zapewnia także wsparcie w zakresie badań i rozwoju, rozwoju produktów i technologii, produkcji, marketingu, sprzedaży oraz fuzji i przejęć. Obszary zainteresowania funduszu to fintech, IoT, inżynieria rolnicza, materiały budowlane i niekonwencjonalne źródła energii.

### innogy Innovation Hub
Wdrażając w życie misję redefinicji rynku energii, IIH stworzył portfel o wartości 162 milionów euro (stan na grudzień 2018) inwestując w ponad 80 innowacyjnych startupów i firm rosnących. Fundusz zapewnia finansowanie, mentoring i platformę do współtworzenia, współpracy i konwergencji, pracując z siedziby głównej w Berlinie oraz dzięki zespołom w całej Europie, w tym w Londynie, Warszawie i Essen, a także biurom w Dolinie Krzemowej i Tel Awiwie.

### Inovo Venture Partners
Fundusz o wartości 36 milionów euro inwestujący w całej Europie Środkowo-Wschodniej, uznany za najlepszego inwestora VC w Polsce przez przedsiębiorców (nagroda fundacji Startup Poland) i branżę inwestycyjną (tytuł VC House of the Year nadany przez Polskie Stowarzyszenie PE/VC). Dzięki ponad 25 inwestycjom w fazy seed, growth i buyout, w tym w dwa rodzime sukcesy na wczesnym etapie: Booksy i Brand24, Inovo wspiera przedsiębiorców autorskim planem 100-dniowym, a także wspólnymi inwestycjami z funduszami globalnymi na etapie serii A (rundy 1–1,5 miliona euro). Specjalizacje funduszu obejmują rozwiązania SaaS i mobilne oraz platformy ecommerce.

### Market One Capital
Fundusz początkowy o wartości 40 milionów euro z biurami w Warszawie, Barcelonie i Luksemburgu, koncentrujący się na europejskich startupach działających w modelu marketplace, oraz wykorzystujących efekty sieciowe. Zarządzający MOC zainwestowali dotąd w ponad 50 firm, w tym takich liderów w swoich kategoriach jak: Docplanner, Brainly, Tier czy PackHelp. Typowa inwestycyja inicjalna MOC wynosi ok. 400-700 tysięcy euro w fazie seed. Fundusz też inwestuje w kolejnych rundach mogąc przeznaczyć na jeden projekt kwotę do 4 milionów euro w rundach seed i serii A.

### MCI.TechVentures
Fundusz inwestycyjny późnego VC i wzrostu, założony w 2008 roku, skierowany do rozwijających się innowacyjnych firm o sprawdzonym modelu biznesowym i ustalonych przychodach. Zapewnia finansowanie firmom w fazie ekspansji i potencjalnym liderom rynku w fazie wzrostu. Fundusz poszukuje udziałów mniejszościowych o wielkości rund 5–20 milionów euro w Europie Zachodniej i Europie Środkowo-Wschodniej. Jest częścią założonej w 1999 roku grupy kapitałowej MCI Group, jednego z głównych inwestorów technologicznych w regionie, o łącznej wartości 550 milionów euro, największej lokalnie utworzonej grupie inwestycyjnej, która obejmuje również fundusz wykupu MCI.EuroVentures oraz fundusz długu prywatnego MCI.CreditVentures.

### RST Ventures For Earth
Fundusz powstały w ramach współpracy RST Software Masters i Polskiego Funduszu Rozwoju (w ramach programu PFR Starter), inwestujący do 4 milionów złotych w projekty na wczesnym etapie rozwoju, wpisujący się w inwestowanie odpowiedzialne społecznie. Fundusz realizuje inwestycje w obszarze czwartej rewolucji przemysłowej, których celem są głównie działania na rzecz czystej Ziemi, powietrza i wody. Zakres inwestycyjny skupia się na projektach wykorzystujących internet rzeczy, sztuczną inteligencję i robotykę.

### SpeedUp Venture Capital Group
SpeedUp Venture Capital Group to grupa funduszy inwestujących na wczesnych etapach rozwoju przedsiębiorstwa (seed, pre-revenue, early growth, Seria A). W obszarze zainteresowań grupy znajdują się firmy i przedsiębiorcy z Europy Środkowej i Wschodniej, którzy dzięki opracowanym przez siebie rozwiązaniom chcą zdobyć globalny rynek. Horyzont inwestycyjny wynosi od 3 do 8 lat. SpeedUp Group poszukuje innowacji z obszarów: consumer internet, fintech, martech, adtech, medtech, IoT and hardware.

### Tar Heel Capital Pathfinder
Tar Heel Capital Pathfinder to fundusz venture capital i venture builder inwestujący w skalowalne globalnie biznesy technologiczne. Oprócz finansowania oferuje startupom m.in. kompetencje technologiczne, biznesowe, marketingowe i sieć kontaktów, które pozwalają przyspieszyć rozwój i wyprzedzić konkurencję. W portfolio funduszu znajdują się spółki takie jak Selmo, PlumResearch i GAMIVO. Fundusz ma na swoim koncie kilka znaczących exitów, w tym sprzedaż RemoteMyApp do Intel Corporation i przejęcie Primetric przez amerykańskiego lidera branżowego, BigTime.

### TDJ Pitango Ventures
Wspólne przedsięwzięcie polskiej rodzinnej grupy przemysłowej TDJ i izraelskiego funduszu Pitango Ventures. Fundusz w wysokości 55 milionów dolarów, zaplanowany na 10 lat działalności, powstał w ramach programu BRIdge VC Narodowego Centrum Badań i Rozwoju. Jest liderem rankingu funduszy VC fundacji Startup Poland na 2019 rok, Inwestując, także środki NCBR, 10,6 miliona euro w 5 startupów w ciągu jednego roku. TDJ Pitango Ventures inwestuje we wczesnych fazach rozwoju, inwestując 1–5 milionów dolarów na rundę w startupy technologiczne działające na dużych i szybko rozwijających się rynkach.

### Unfold.vc
Unfold.vc to fundusz VC prowadzony przez współtwórców projektów Bankier.pl i LiveChat Software. Skupia się przede wszystkim na wsparciu kapitałowym (maksymalnie do 1mln USD) i merytorycznym (tzw. „smart money”) spółek bioinformatycznych i z sektora IT, działających głównie w modelu SaaS (Software as a Service). Największymi spółkami portfelowymi funduszu są obecnie: Brand24, Infermedica, Inno-Gene oraz TimeCamp.